# Skandinavia
Skandinavia var en dansk tv-kanal, der viste kortfilm, dokumentarfilm og spillefilm fra Danmark og de nordiske lande. Selvkarakteristik: "Skandinavia byder på en verden af store filmoplevelser med dybdegående og vedkommende film. Film med noget på hjertet. Vi viser film, der tør gå i dybden – film set ud fra et nordisk perspektiv".
Skandinavia viste udelukkende danske og nordiske kvalitetsproduktioner. Programmer, hvor kvalitet og substans vægter højest. På Skandinavia får filmmagerne muligheden for at fortælle deres historier. Skandinavia viser både film fra anerkendte filmmagere og fra nye, talentfulde filmmagere. Fællesnævner for samtlige programmer er kvalitet, oplevelse og nærvær. I Skandinavias repertoire er der ugentlige nye tv-premierer og festivalvindere. Hver uge blev sendt nye, interessante temaer om alt fra Videnskab, Design, Kultur og Samfund.
Skandinavia gik i luften 1. september 2006 og sendte dagligt fra kl. 16:00 til 01:00. Skandinavia var en reklamefri tv-kanal. Kanalen lukkede med udgangen af 31. december 2009 og findes dernæst kun som net-kanal. 
Skandinavia ejes dels af IDCD ApS (50%), dels af en lang række nordiske filmmagere blandt andre Bille August, Henning Carlsen, Lars von Trier, Susanne Bier, Peter Aalbæk Jensen og Erik Clausen. Administrerende direktør er Niels Aalbæk Jensen.
Skandinavia kunne modtages via Telia Stofa, ComX, Boxdanmark samt en række antenneforeninger.